# Liste der Kulturdenkmale in Berlin-Wannsee

Lage von Wannsee in Berlin

In der Liste der Kulturdenkmale von Wannsee sind die Kulturdenkmale des Berliner Ortsteils Wannsee im Bezirk Steglitz-Zehlendorf mit Stand von November 2021 aufgeführt.

## Denkmalbereiche (Ensembles)
| Nr.      | Lage                                          | Offizielle Bezeichnung | Bestandteile / Beschreibung | Bild                                |
| -------- | --------------------------------------------- | --- | --- | ----------------------------------- |
| 09075451 | Am Sandwerder 1/41 (Lage)                     | Villengruppe Am Sandwerder, Wohnhäuser Gesamtanlagen siehe: Am Sandwerder 9; 21/23; 27; 33/35; 41 Baudenkmale siehe: Am Sandwerder 1; 5; 37; 39 Gartendenkmale siehe: Am Sandwerder 5; 9; 21/23; 27; 29/31, 41 | Weitere Bestandteile des Ensembles: | Weitere Bestandteile des Ensembles: |
| 09075451 | Am Sandwerder 1/41 (Lage)                     | Villengruppe Am Sandwerder, Wohnhäuser Gesamtanlagen siehe: Am Sandwerder 9; 21/23; 27; 33/35; 41 Baudenkmale siehe: Am Sandwerder 1; 5; 37; 39 Gartendenkmale siehe: Am Sandwerder 5; 9; 21/23; 27; 29/31, 41 | 09095230 – Am Sandwerder, Terrassenanlage mit Borussia-Monument, 1879–1880 von Ernst Sputh, Eduard und Andreas Lürssen, Paul Wimmel und Jules Ernotte | Borussia-Monument                   |
| 09075451 | Am Sandwerder 1/41 (Lage)                     | Villengruppe Am Sandwerder, Wohnhäuser Gesamtanlagen siehe: Am Sandwerder 9; 21/23; 27; 33/35; 41 Baudenkmale siehe: Am Sandwerder 1; 5; 37; 39 Gartendenkmale siehe: Am Sandwerder 5; 9; 21/23; 27; 29/31, 41 | 09075452 – Am Sandwerder 3, Villa mit Nebengebäude, 1874 von Ernst Petzholtz, Umbau 1911 von Emil Lilie                                               |                                     |
| 09075451 | Am Sandwerder 1/41 (Lage)                     | Villengruppe Am Sandwerder, Wohnhäuser Gesamtanlagen siehe: Am Sandwerder 9; 21/23; 27; 33/35; 41 Baudenkmale siehe: Am Sandwerder 1; 5; 37; 39 Gartendenkmale siehe: Am Sandwerder 5; 9; 21/23; 27; 29/31, 41 | Nebengebäude |                                     |
| 09075451 | Am Sandwerder 1/41 (Lage)                     | Villengruppe Am Sandwerder, Wohnhäuser Gesamtanlagen siehe: Am Sandwerder 9; 21/23; 27; 33/35; 41 Baudenkmale siehe: Am Sandwerder 1; 5; 37; 39 Gartendenkmale siehe: Am Sandwerder 5; 9; 21/23; 27; 29/31, 41 | 09075453 – Am Sandwerder 7, Villa (Haus Gutschow), 1874 von Ernst Petzholtz, Umbauten 1927 von Paul Zucker und 1953–1957 von Erich Kitzing            |                                     |
| 09075451 | Am Sandwerder 1/41 (Lage)                     | Villengruppe Am Sandwerder, Wohnhäuser Gesamtanlagen siehe: Am Sandwerder 9; 21/23; 27; 33/35; 41 Baudenkmale siehe: Am Sandwerder 1; 5; 37; 39 Gartendenkmale siehe: Am Sandwerder 5; 9; 21/23; 27; 29/31, 41 | Nebengebäude |                                     |
| 09075451 | Am Sandwerder 1/41 (Lage)                     | Villengruppe Am Sandwerder, Wohnhäuser Gesamtanlagen siehe: Am Sandwerder 9; 21/23; 27; 33/35; 41 Baudenkmale siehe: Am Sandwerder 1; 5; 37; 39 Gartendenkmale siehe: Am Sandwerder 5; 9; 21/23; 27; 29/31, 41 | 09075454 – Am Sandwerder 11, Villa, um 1885, Umbau 1919–1920 von Arnold Beschoren; beherbergt heute Schullandheim „Blumenfisch“                       |                                     |
| 09075451 | Am Sandwerder 1/41 (Lage)                     | Villengruppe Am Sandwerder, Wohnhäuser Gesamtanlagen siehe: Am Sandwerder 9; 21/23; 27; 33/35; 41 Baudenkmale siehe: Am Sandwerder 1; 5; 37; 39 Gartendenkmale siehe: Am Sandwerder 5; 9; 21/23; 27; 29/31, 41 | Nebengebäude |                                     |
| 09075451 | Am Sandwerder 1/41 (Lage)                     | Villengruppe Am Sandwerder, Wohnhäuser Gesamtanlagen siehe: Am Sandwerder 9; 21/23; 27; 33/35; 41 Baudenkmale siehe: Am Sandwerder 1; 5; 37; 39 Gartendenkmale siehe: Am Sandwerder 5; 9; 21/23; 27; 29/31, 41 | 09075455 – Am Sandwerder 13/15, Villa, 1889 von G. A. L. Schulz & Co.                                                                                 |                                     |
| 09075451 | Am Sandwerder 1/41 (Lage)                     | Villengruppe Am Sandwerder, Wohnhäuser Gesamtanlagen siehe: Am Sandwerder 9; 21/23; 27; 33/35; 41 Baudenkmale siehe: Am Sandwerder 1; 5; 37; 39 Gartendenkmale siehe: Am Sandwerder 5; 9; 21/23; 27; 29/31, 41 | Nebengebäude |                                     |
| 09075451 | Am Sandwerder 1/41 (Lage)                     | Villengruppe Am Sandwerder, Wohnhäuser Gesamtanlagen siehe: Am Sandwerder 9; 21/23; 27; 33/35; 41 Baudenkmale siehe: Am Sandwerder 1; 5; 37; 39 Gartendenkmale siehe: Am Sandwerder 5; 9; 21/23; 27; 29/31, 41 | 09075456 – Am Sandwerder 17/19, Villa, 1886 von Johannes Otzen, Umbau 1939 von Ludwig Moshamer                                                        |                                     |
| 09075451 | Am Sandwerder 1/41 (Lage)                     | Villengruppe Am Sandwerder, Wohnhäuser Gesamtanlagen siehe: Am Sandwerder 9; 21/23; 27; 33/35; 41 Baudenkmale siehe: Am Sandwerder 1; 5; 37; 39 Gartendenkmale siehe: Am Sandwerder 5; 9; 21/23; 27; 29/31, 41 | 2 Nebengebäude |                                     |
| 09075451 | Am Sandwerder 1/41 (Lage)                     | Villengruppe Am Sandwerder, Wohnhäuser Gesamtanlagen siehe: Am Sandwerder 9; 21/23; 27; 33/35; 41 Baudenkmale siehe: Am Sandwerder 1; 5; 37; 39 Gartendenkmale siehe: Am Sandwerder 5; 9; 21/23; 27; 29/31, 41 | 09075457 – Am Sandwerder 25, Einzelwohnhaus, 1934–1935 von Fritz August Breuhaus de Groot                                                             |                                     |
| 09075451 | Am Sandwerder 1/41 (Lage)                     | Villengruppe Am Sandwerder, Wohnhäuser Gesamtanlagen siehe: Am Sandwerder 9; 21/23; 27; 33/35; 41 Baudenkmale siehe: Am Sandwerder 1; 5; 37; 39 Gartendenkmale siehe: Am Sandwerder 5; 9; 21/23; 27; 29/31, 41 | Nebengebäude |                                     |
| 09075451 | Am Sandwerder 1/41 (Lage)                     | Villengruppe Am Sandwerder, Wohnhäuser Gesamtanlagen siehe: Am Sandwerder 9; 21/23; 27; 33/35; 41 Baudenkmale siehe: Am Sandwerder 1; 5; 37; 39 Gartendenkmale siehe: Am Sandwerder 5; 9; 21/23; 27; 29/31, 41 | 09075458 – Am Sandwerder 29/31, Villa, um 1889 von Blumberg und Schreiber, Umbau 1923–1924 von Alfred Breslauer und Paul Salinger                     |                                     |
| 09075459 | Am Sandwerder 26/32 (Lage)                    | Wohnhausgruppe | Bestandteile des Ensembles: | Bestandteile des Ensembles:         |
| 09075459 | Am Sandwerder 26/32 (Lage)                    | Wohnhausgruppe | 09075460 – Am Sandwerder 26, Villa, 1910 von Henning & Heuer                                                                                          |                                     |
| 09075459 | Am Sandwerder 26/32 (Lage)                    | Wohnhausgruppe | 09075461 – Am Sandwerder 28, Villa, 1909–1910 von Adolph Born                                                                                         |                                     |
| 09075459 | Am Sandwerder 26/32 (Lage)                    | Wohnhausgruppe | 09075462 – Am Sandwerder 30, Villa, 1897–1898 von Otto Stahn                                                                                          |                                     |
| 09075459 | Am Sandwerder 26/32 (Lage)                    | Wohnhausgruppe | 09075463 – Am Sandwerder 32, Villa, 1897–1898 von Otto Stahn                                                                                          | Am Sandwerder 32                    |
| 09075464 | Hugo-Vogel-Straße 12/18, 27 (Lage)            | Wohnhausgruppe | Bestandteile des Ensembles: | Bestandteile des Ensembles:         |
| 09075464 | Hugo-Vogel-Straße 12/18, 27 (Lage)            | Wohnhausgruppe | 09075465 – Hugo-Vogel-Straße 12, Villa, 1904–1905 von Otto Stahn                                                                                      |                                     |
| 09075464 | Hugo-Vogel-Straße 12/18, 27 (Lage)            | Wohnhausgruppe | 09075466 – Hugo-Vogel-Straße 14, Villa, 1897–1898 von Carl Bernhard                                                                                   |                                     |
| 09075464 | Hugo-Vogel-Straße 12/18, 27 (Lage)            | Wohnhausgruppe | 09075467 – Hugo-Vogel-Straße 16, Villa, 1895–1896 von Carl Bernhard, Umbau 1914                                                                       | Hugo-Vogel-Straße 16                |
| 09075464 | Hugo-Vogel-Straße 12/18, 27 (Lage)            | Wohnhausgruppe | 09075468 – Hugo-Vogel-Straße 18, Villa mit Einfriedung, 1895–1896 von Otto Stahn, Anbau 1903–1904                                                     | Hugo-Vogel-Straße 18                |
| 09075464 | Hugo-Vogel-Straße 12/18, 27 (Lage)            | Wohnhausgruppe | 09075469 – Hugo-Vogel-Straße 27, Villa, 1902–1903 von Otto Stahn                                                                                      |                                     |
| 09075470 | Johannes-Niemeyer-Weg 12A, 16, 20 (Lage)      | Wohnhausgruppe Baudenkmal siehe: Johannes-Niemeyer-Weg 12A | Weitere Bestandteile des Ensembles: | Weitere Bestandteile des Ensembles: |
| 09075470 | Johannes-Niemeyer-Weg 12A, 16, 20 (Lage)      | Wohnhausgruppe Baudenkmal siehe: Johannes-Niemeyer-Weg 12A | 09075471 – Johannes-Niemeyer-Weg 16, Wohnhaus, 1872 von Mangelsdorff, 1874                                                                            |                                     |
| 09075470 | Johannes-Niemeyer-Weg 12A, 16, 20 (Lage)      | Wohnhausgruppe Baudenkmal siehe: Johannes-Niemeyer-Weg 12A | Stallgebäude |                                     |
| 09075470 | Johannes-Niemeyer-Weg 12A, 16, 20 (Lage)      | Wohnhausgruppe Baudenkmal siehe: Johannes-Niemeyer-Weg 12A | 09075472 – Johannes-Niemeyer-Weg 20, Wohnhaus, 1892 von Hermann Weiss und August Tietz                                                                |                                     |
| 09075470 | Johannes-Niemeyer-Weg 12A, 16, 20 (Lage)      | Wohnhausgruppe Baudenkmal siehe: Johannes-Niemeyer-Weg 12A | Stall & Remise |                                     |
| 09075473 | Wilhelmplatz 1–4 Glienicker Straße 1/3 (Lage) | Dorfkern Stolpe Baudenkmale siehe: Wilhelmplatz 1; 2 (Kirche); 3 | Weitere Bestandteile des Ensembles: | Weitere Bestandteile des Ensembles: |
| 09075473 | Wilhelmplatz 1–4 Glienicker Straße 1/3 (Lage) | Dorfkern Stolpe Baudenkmale siehe: Wilhelmplatz 1; 2 (Kirche); 3 | 09075475 – Glienicker Straße 1, Wohnhaus, 1874 |                                     |
| 09075473 | Wilhelmplatz 1–4 Glienicker Straße 1/3 (Lage) | Dorfkern Stolpe Baudenkmale siehe: Wilhelmplatz 1; 2 (Kirche); 3 | Stall, 1881, Umbau zum Wohnhaus 1905 |                                     |
| 09075473 | Wilhelmplatz 1–4 Glienicker Straße 1/3 (Lage) | Dorfkern Stolpe Baudenkmale siehe: Wilhelmplatz 1; 2 (Kirche); 3 | 09075476 – Glienicker Straße 3, Wohnhaus, 1876 |                                     |
| 09075473 | Wilhelmplatz 1–4 Glienicker Straße 1/3 (Lage) | Dorfkern Stolpe Baudenkmale siehe: Wilhelmplatz 1; 2 (Kirche); 3 | Wirtschaftsgebäude und Bootsschuppen, 1925 |                                     |
| 09075473 | Wilhelmplatz 1–4 Glienicker Straße 1/3 (Lage) | Dorfkern Stolpe Baudenkmale siehe: Wilhelmplatz 1; 2 (Kirche); 3 | 09075474 – Wilhelmplatz 4, dörfliches Gebäude, 1874/1895, 1968 Wiederaufbau nach altem Vorbild als Restaurant                                         | Wilhelmplatz in Stolpe              |

## Denkmalbereiche (Gesamtanlagen)
| Nr.      | Lage                                                   | Offizielle Bezeichnung                                                                   | Beschreibung | Bild                   |
| -------- | ------------------------------------------------------ | ---------------------------------------------------------------------------------------- | --- | ---------------------- |
| 09065327 | Albrechts Teerofen 44–45 (Lage)                        | ehem. Kontrollpunkt Dreilinden (Checkpoint Bravo)                                        | Autobahnbrücke, 1939–1940, 1950–1954 wiederaufgebaut |                        |
| 09065327 | Albrechts Teerofen 44–45 (Lage)                        | ehem. Kontrollpunkt Dreilinden (Checkpoint Bravo)                                        | Gaststättengebäude, 1951–1952 von der Landesfinanzamt-Baugruppe (Architekt Fritz), später verändert |                        |
| 09065327 | Albrechts Teerofen 44–45 (Lage)                        | ehem. Kontrollpunkt Dreilinden (Checkpoint Bravo)                                        | Plateau des Kontrollpunktes |                        |
| 09065327 | Albrechts Teerofen 44–45 (Lage)                        | ehem. Kontrollpunkt Dreilinden (Checkpoint Bravo)                                        | Kfz-Sperrgraben |                        |
| 09075477 | Am Großen Wannsee 24/26 (Lage)                         | Verein Seglerhaus am Wannsee                                                             | Vereinshaus, 1909–1910 von Otto Berlich |                        |
| 09075477 | Am Großen Wannsee 24/26 (Lage)                         | Verein Seglerhaus am Wannsee                                                             | Bootshaus |                        |
| 09075478 | Am Großen Wannsee 56/58 (Lage)                         | Villa Marlier (Haus der Wannseekonferenz)                                                | Villa, 1914–1915 von Paul O. A. Baumgarten (siehe auch Gartendenkmal Am Großen Wannsee 56/58) |                        |
| 09075478 | Am Großen Wannsee 56/58 (Lage)                         | Villa Marlier (Haus der Wannseekonferenz)                                                | Pförtnerhaus |                        |
| 09075478 | Am Großen Wannsee 56/58 (Lage)                         | Villa Marlier (Haus der Wannseekonferenz)                                                | Gärtnerhaus |                        |
| 09075478 | Am Großen Wannsee 56/58 (Lage)                         | Villa Marlier (Haus der Wannseekonferenz)                                                | Eckpergola |                        |
| 09075478 | Am Großen Wannsee 56/58 (Lage)                         | Villa Marlier (Haus der Wannseekonferenz)                                                | Toranlage |                        |
| 09075479 | Am Großen Wannsee 72–76 (Lage)                         | Haus Collignon                                                                           | Wohnhaus, 1923–1926 von Bruno Paul |                        |
| 09075479 | Am Großen Wannsee 72–76 (Lage)                         | Haus Collignon                                                                           | Verwaltungsgebäude, 1923–1924 |                        |
| 09075479 | Am Großen Wannsee 72–76 (Lage)                         | Haus Collignon                                                                           | Stall, 1925–1926 |                        |
| 09075480 | Am Großen Wannsee 77 und 80 (Lage)                     | Reichsluftschutzschule (heute: Krankenhaus Heckeshorn)                                   | Torhaus, 1938–1939 von Eduard Jobst Siedler | Krankenhaus Heckeshorn |
| 09075480 | Am Großen Wannsee 77 und 80 (Lage)                     | Reichsluftschutzschule (heute: Krankenhaus Heckeshorn)                                   | Verwaltungsgebäude |                        |
| 09075480 | Am Großen Wannsee 77 und 80 (Lage)                     | Reichsluftschutzschule (heute: Krankenhaus Heckeshorn)                                   | Schulgebäude |                        |
| 09075480 | Am Großen Wannsee 77 und 80 (Lage)                     | Reichsluftschutzschule (heute: Krankenhaus Heckeshorn)                                   | Wohlfahrtsgebäude |                        |
| 09075480 | Am Großen Wannsee 77 und 80 (Lage)                     | Reichsluftschutzschule (heute: Krankenhaus Heckeshorn)                                   | Hochbunker Heckeshorn, 1943 | Krankenhaus Heckeshorn |
| 09075480 | Am Großen Wannsee 77 und 80 (Lage)                     | Reichsluftschutzschule (heute: Krankenhaus Heckeshorn)                                   | Haus der Stamm-Mannschaften |                        |
| 09075480 | Am Großen Wannsee 77 und 80 (Lage)                     | Reichsluftschutzschule (heute: Krankenhaus Heckeshorn)                                   | 7 Wohnhäuser |                        |
| 09075481 | Am Kleinen Wannsee 5 A–D (Lage)                        | Siemens-Villa                                                                            | Wohnhaus, 1887 von Paul Hentschel und Paul Krone (siehe auch Gartendenkmal Am Kleinen Wannsee 5 A–D) |                        |
| 09075481 | Am Kleinen Wannsee 5 A–D (Lage)                        | Siemens-Villa                                                                            | Wirtschaftsgebäude, 1886 |                        |
| 09075481 | Am Kleinen Wannsee 5 A–D (Lage)                        | Siemens-Villa                                                                            | Gartenhalle, 1887 |                        |
| 09075481 | Am Kleinen Wannsee 5 A–D (Lage)                        | Siemens-Villa                                                                            | Aussichtsturm, 1887 |                        |
| 09075481 | Am Kleinen Wannsee 5 A–D (Lage)                        | Siemens-Villa                                                                            | Bootshaus, 1890 |                        |
| 09075481 | Am Kleinen Wannsee 5 A–D (Lage)                        | Siemens-Villa                                                                            | Grotte, 1912–1913 |                        |
| 09075481 | Am Kleinen Wannsee 5 A–D (Lage)                        | Siemens-Villa                                                                            | Terrasse |                        |
| 09075482 | Am Sandwerder 9 (Lage)                                 | Haus Otzen Bestandteil des Ensembles: Villengruppe Am Sandwerder                         | Wohnhaus, 1882 von Johannes Otzen (siehe auch Gartendenkmal Am Sandwerder 9) |                        |
| 09075482 | Am Sandwerder 9 (Lage)                                 | Haus Otzen Bestandteil des Ensembles: Villengruppe Am Sandwerder                         | 2 Nebengebäude |                        |
| 09075483 | Am Sandwerder 12 (und Kronprinzessinnenweg 10A) (Lage) | Villa Ebeling                                                                            | Wohnhaus (später ausparzelliert als Kronprinzessinnenweg 10A), 1891–1892 von Gustav Erdmann und Ernst Spindler |                        |
| 09075483 | Am Sandwerder 12 (und Kronprinzessinnenweg 10A) (Lage) | Villa Ebeling                                                                            | Torhaus, Drehort der Fernsehserie Unser Charly |                        |
| 09075483 | Am Sandwerder 12 (und Kronprinzessinnenweg 10A) (Lage) | Villa Ebeling                                                                            | Stall, Drehort der Fernsehserie Unser Charly |                        |
| 09075484 | Am Sandwerder 21/23 (Lage)                             | Haus Schwabacher Bestandteil des Ensembles: Villengruppe Am Sandwerder                   | Wohnhaus, 1906–1907 von Friedrich Kristeller, Umbau 1928 von Alfred Breslauer und Paul Salinger (siehe auch Gartendenkmal Am Sandwerder 21/23) |                        |
| 09075484 | Am Sandwerder 21/23 (Lage)                             | Haus Schwabacher Bestandteil des Ensembles: Villengruppe Am Sandwerder                   | Gästehaus |                        |
| 09075484 | Am Sandwerder 21/23 (Lage)                             | Haus Schwabacher Bestandteil des Ensembles: Villengruppe Am Sandwerder                   | Gärtnerhaus |                        |
| 09075484 | Am Sandwerder 21/23 (Lage)                             | Haus Schwabacher Bestandteil des Ensembles: Villengruppe Am Sandwerder                   | Einfriedung |                        |
| 09075485 | Am Sandwerder 27 (Lage)                                | Haus Bauer Bestandteil des Ensembles: Villengruppe Am Sandwerder                         | Wohnhaus, 1934–1935 von Fritz August Breuhaus de Groot (siehe auch Gartendenkmal Am Sandwerder 27) |                        |
| 09075485 | Am Sandwerder 27 (Lage)                                | Haus Bauer Bestandteil des Ensembles: Villengruppe Am Sandwerder                         | 2 Nebengebäude |                        |
| 09075486 | Am Sandwerder 33/35 (Lage)                             | Villa Huldschinsky Bestandteil des Ensembles: Villengruppe Am Sandwerder                 | Villa (Nr. 33), 1890–1891 von Heinrich Kayser und Karl von Großheim (siehe auch Gartendenkmal Am Sandwerder 33) |                        |
| 09075486 | Am Sandwerder 33/35 (Lage)                             | Villa Huldschinsky Bestandteil des Ensembles: Villengruppe Am Sandwerder                 | Wirtschaftsgebäude |                        |
| 09075486 | Am Sandwerder 33/35 (Lage)                             | Villa Huldschinsky Bestandteil des Ensembles: Villengruppe Am Sandwerder                 | Gästehaus (Nr. 35), 1907–1908 von Alfred Breslauer und Paul Salinger |                        |
| 09075487 | Am Sandwerder 41 (Lage)                                | Wohnhaus mit vorliegender Terrasse Bestandteil des Ensembles: Villengruppe Am Sandwerder | 1922–1923 von Ernst Lessing und Edmund Bremer, 1926 (siehe auch Gartendenkmal Am Sandwerder 41) |                        |
| 09075487 | Am Sandwerder 41 (Lage)                                | Wohnhaus mit vorliegender Terrasse Bestandteil des Ensembles: Villengruppe Am Sandwerder | Terrasse und Nymphaeum |                        |
| 09096048 | Bismarckstraße 30 (Lage)                               | Wohnpark Kleiner Wannsee                                                                 | Mehrfamilienhaus, 1973–1974 von Werner Düttmann |                        |
| 09096048 | Bismarckstraße 30 (Lage)                               | Wohnpark Kleiner Wannsee                                                                 | Grünanlage |                        |
| 09096048 | Bismarckstraße 30 (Lage)                               | Wohnpark Kleiner Wannsee                                                                 | Swimmingpool |                        |
| 09096048 | Bismarckstraße 30 (Lage)                               | Wohnpark Kleiner Wannsee                                                                 | Zufahrt und Grundstückseinfassung |                        |
| 09075488 | Charlottenstraße 10 Schulstraße 4/6 (Lage)             | Conradschule, zwei Schulgebäude                                                          | Schulgebäude Charlottenstraße, 1897–1898 |                        |
| 09075488 | Charlottenstraße 10 Schulstraße 4/6 (Lage)             | Conradschule, zwei Schulgebäude                                                          | Schulgebäude Schulstraße, 1903–1904 |                        |
| 09075488 | Charlottenstraße 10 Schulstraße 4/6 (Lage)             | Conradschule, zwei Schulgebäude                                                          | Direktorenwohnhaus, 1903–1904 von Otto Stahn |                        |
| 09075489 | Colomierstraße 1–2 (Lage)                              | Haus Langenscheidt                                                                       | Wohnhaus 1899 (siehe auch Gartendenkmal Colomierstraße 2) |                        |
| 09075489 | Colomierstraße 1–2 (Lage)                              | Haus Langenscheidt                                                                       | Stallgebäude mit Kutscherwohnung, 1901–1902 von Bodo Ebhardt |                        |
| 09075490 | Hohenzollernstraße 14 (Lage)                           | Wohnhaus (heute Wannseeforum)                                                            | Wohnhaus, 1906–1908 von Alfred Breslauer und Paul Salinger |                        |
| 09075490 | Hohenzollernstraße 14 (Lage)                           | Wohnhaus (heute Wannseeforum)                                                            | Nebengebäude |                        |
| 09075490 | Hohenzollernstraße 14 (Lage)                           | Wohnhaus (heute Wannseeforum)                                                            | Garten |                        |
| 09075492 | Königstraße 36B (Lage)                                 | Jagdschloss Glienicke                                                                    | Schloss mit seitlicher Portalgruppe, 1682–1684 von Charles Philippe Dieussart; Umbau 1859–1962 für Ferdinand von Arnim; Erweiterung und Umbau 1889–1892 von Albert Geyer, Erweiterung und Umbau 1962–1964 von Max Taut (siehe auch Gartendenkmal Glienicker Parkanlagen) |                        |
| 09075492 | Königstraße 36B (Lage)                                 | Jagdschloss Glienicke                                                                    | Anbau Südflügel, 1889–1892 von Albert Geyer |                        |
| 09075492 | Königstraße 36B (Lage)                                 | Denkmalverlust: Erker und Pergola                                                        | Umbau des Schlosses 1963 von Max Taut, 2010 Abriss des Erkers und Pergolen für Wiederherstellung der Geyerfassade, Gesamteindruck des Weltkulturerbes soll bewahrt werden                                                                                                |                        |
| 09075492 | Königstraße 36B (Lage)                                 | Kavalierhaus                                                                             | |                        |
| 09075492 | Königstraße 36B (Lage)                                 | Marstall                                                                                 | |                        |
| 09075492 | Königstraße 36B (Lage)                                 | Wirtschaftsgebäude am Marstall, 1859–1862                                                | |                        |
| 09075492 | Königstraße 36B (Lage)                                 | Maschinenhaus, 1889–1892                                                                 | |                        |
| 09075492 | Königstraße 36B (Lage)                                 | 2 Ställe                                                                                 | |                        |
| 09075491 | Königstraße 35B-36A (Lage)                             | Schloss Glienicke                                                                        | Schloss, 1824–1850 im Wesentlichen von Karl Friedrich Schinkel und Ludwig Persius (siehe auch Gartendenkmal Glienicker Parkanlagen) |                        |
| 09075491 | Königstraße 35B-36A (Lage)                             | Schloss Glienicke                                                                        | Kavalier- und Stallflügel |                        |
| 09075491 | Königstraße 35B-36A (Lage)                             | Schloss Glienicke                                                                        | Turm |                        |
| 09075491 | Königstraße 35B-36A (Lage)                             | Schloss Glienicke                                                                        | Casino |                        |
| 09075491 | Königstraße 35B-36A (Lage)                             | Schloss Glienicke                                                                        | Klosterhof |                        |
| 09075491 | Königstraße 35B-36A (Lage)                             | Schloss Glienicke                                                                        | Große Neugierde |                        |
| 09075491 | Königstraße 35B-36A (Lage)                             | Schloss Glienicke                                                                        | Kleine Neugierde |                        |
| 09075491 | Königstraße 35B-36A (Lage)                             | Schloss Glienicke                                                                        | Löwenfontäne |                        |
| 09075491 | Königstraße 35B-36A (Lage)                             | Schloss Glienicke                                                                        | Stibadium |                        |
| 09075491 | Königstraße 35B-36A (Lage)                             | Schloss Glienicke                                                                        | Pforte |                        |
| 09075491 | Königstraße 35B-36A (Lage)                             | Schloss Glienicke                                                                        | Mauer |                        |
| 09075491 | Königstraße 35B-36A (Lage)                             | Schloss Glienicke                                                                        | Ädikulanische Treppe mit Sphingen |                        |
| 09075491 | Königstraße 35B-36A (Lage)                             | Schloss Glienicke                                                                        | Haupttorhaus |                        |
| 09075491 | Königstraße 35B-36A (Lage)                             | Schloss Glienicke                                                                        | Haupteinfahrt |                        |
| 09075491 | Königstraße 35B-36A (Lage)                             | Schloss Glienicke                                                                        | Kastell (Hofgärtner- und Maschinenhaus) |                        |
| 09075491 | Königstraße 35B-36A (Lage)                             | Schloss Glienicke                                                                        | Matrosenhaus |                        |
| 09075491 | Königstraße 35B-36A (Lage)                             | Schloss Glienicke                                                                        | Wirtschaftshof |                        |
| 09075491 | Königstraße 35B-36A (Lage)                             | Schloss Glienicke                                                                        | Treibhaus mit Orangerie |                        |
| 09075491 | Königstraße 35B-36A (Lage)                             | Schloss Glienicke                                                                        | Teufelsbrücke |                        |
| 09075491 | Königstraße 35B-36A (Lage)                             | Schloss Glienicke                                                                        | Töpferbrücke |                        |
| 09075491 | Königstraße 35B-36A (Lage)                             | Schloss Glienicke                                                                        | Wasser- oder Hirschtor und Mauer bis unterhalb Kastell |                        |
| 09075491 | Königstraße 35B-36A (Lage)                             | Schloss Glienicke                                                                        | Jägerhof |                        |
| 09075491 | Königstraße 35B-36A (Lage)                             | Schloss Glienicke                                                                        | Jägertor |                        |
| 09075491 | Königstraße 35B-36A (Lage)                             | Schloss Glienicke                                                                        | zwei Stege im Verlauf des Havelweges |                        |
| 09075491 | Königstraße 35B-36A (Lage)                             | Schloss Glienicke                                                                        | Bastion |                        |
| 09075491 | Königstraße 35B-36A (Lage)                             | Schloss Glienicke                                                                        | Ruinentürmchen |                        |
| 09075491 | Königstraße 35B-36A (Lage)                             | Schloss Glienicke                                                                        | Wildpark- und Obertorhaus |                        |
| 09075493 | Kronprinzessinnenweg 250–251 Reichsbahnstraße (Lage)   | S- und Fernbahnhof Wannsee                                                               | Bahnhofsgebäude, 1927–1928 und 1932 von Richard Brademann |                        |
| 09075493 | Kronprinzessinnenweg 250–251 Reichsbahnstraße (Lage)   | S- und Fernbahnhof Wannsee                                                               | angrenzende Werkstatt |                        |
| 09075493 | Kronprinzessinnenweg 250–251 Reichsbahnstraße (Lage)   | S- und Fernbahnhof Wannsee                                                               | Fernbahnsteig |                        |
| 09075493 | Kronprinzessinnenweg 250–251 Reichsbahnstraße (Lage)   | S- und Fernbahnhof Wannsee                                                               | 2 S-Bahnsteige |                        |
| 09075493 | Kronprinzessinnenweg 250–251 Reichsbahnstraße (Lage)   | S- und Fernbahnhof Wannsee                                                               | Unterführung |                        |
| 09075493 | Kronprinzessinnenweg 250–251 Reichsbahnstraße (Lage)   | S- und Fernbahnhof Wannsee                                                               | Ausgang Wannsee mit Kiosk |                        |
| 09075493 | Kronprinzessinnenweg 250–251 Reichsbahnstraße (Lage)   | S- und Fernbahnhof Wannsee                                                               | Stellwerk Ws |                        |
| 09075493 | Kronprinzessinnenweg 250–251 Reichsbahnstraße (Lage)   | S- und Fernbahnhof Wannsee                                                               | Stellwerk Wsa |                        |
| 09075493 | Kronprinzessinnenweg 250–251 Reichsbahnstraße (Lage)   | S- und Fernbahnhof Wannsee                                                               | Stellwerk Wsk |                        |
| 09075494 | Petzower Straße 7–7A (Lage)                            | Villa und zwei Nebengebäude                                                              | Wohnhaus, 1876 von Heinz Schild |                        |
| 09075494 | Petzower Straße 7–7A (Lage)                            | Villa und zwei Nebengebäude                                                              | Gartenhaus, 1888 |                        |
| 09075494 | Petzower Straße 7–7A (Lage)                            | Villa und zwei Nebengebäude                                                              | Stall, 1888 |                        |
| 09075495 | Pfaueninsel (Lage)                                     | Pfaueninsel                                                                              | Schloss Pfaueninsel, 1794–1797 von Johann Gottlieb David Brendel |                        |
| 09075495 | Pfaueninsel (Lage)                                     | Pfaueninsel                                                                              | Küchenbau |                        |
| 09075495 | Pfaueninsel (Lage)                                     | Pfaueninsel                                                                              | Kastellanshaus |                        |
| 09075495 | Pfaueninsel (Lage)                                     | Pfaueninsel                                                                              | Jakobsbrunnen |                        |
| 09075495 | Pfaueninsel (Lage)                                     | Pfaueninsel                                                                              | Meierei |                        |
| 09075495 | Pfaueninsel (Lage)                                     | Pfaueninsel                                                                              | Jagdschirm (Borkenhäuschen) |                        |
| 09075495 | Pfaueninsel (Lage)                                     | Pfaueninsel                                                                              | Kavalierhaus, 1803–1804 von Andreas Ludwig Krüger |                        |
| 09075495 | Pfaueninsel (Lage)                                     | Pfaueninsel                                                                              | Rinderstall |                        |
| 09075495 | Pfaueninsel (Lage)                                     | Pfaueninsel                                                                              | Stall für Federvieh, 1801–1802 |                        |
| 09075495 | Pfaueninsel (Lage)                                     | Pfaueninsel                                                                              | Kartoffelkeller |                        |
| 09075495 | Pfaueninsel (Lage)                                     | Pfaueninsel                                                                              | Holzschuppen mit Reet |                        |
| 09075495 | Pfaueninsel (Lage)                                     | Pfaueninsel                                                                              | Rollberg, ab 1818 von Andreas Ludwig Krüger |                        |
| 09075495 | Pfaueninsel (Lage)                                     | Pfaueninsel                                                                              | Schweizerhaus, 1824–1830 von Karl Friedrich Schinkel |                        |
| 09075495 | Pfaueninsel (Lage)                                     | Pfaueninsel                                                                              | Dampfmaschinenhaus, 1824–1825 von Schlossbaumeister Voß |                        |
| 09075495 | Pfaueninsel (Lage)                                     | Pfaueninsel                                                                              | Fontäne, 1824–1825 von Martin Friedrich Rabe |                        |
| 09075495 | Pfaueninsel (Lage)                                     | Pfaueninsel                                                                              | Volière |                        |
| 09075495 | Pfaueninsel (Lage)                                     | Pfaueninsel                                                                              | Winterhaus für fremde Vögel, 1828–1838 von Albert Dietrich Schadow |                        |
| 09075495 | Pfaueninsel (Lage)                                     | Pfaueninsel                                                                              | Gedächtnistempel für Königin Luise |                        |
| 09075495 | Pfaueninsel (Lage)                                     | Pfaueninsel                                                                              | Fregattenschuppen |                        |
| 09075495 | Pfaueninsel (Lage)                                     | Pfaueninsel                                                                              | Matrosenküche |                        |
| 09075495 | Pfaueninsel (Lage)                                     | Pfaueninsel                                                                              | Gärtnerei mit Gewächshäusern |                        |
| 09075495 | Pfaueninsel (Lage)                                     | Pfaueninsel                                                                              | Lamabrunnen, 1830–1831 von Albert Dietrich Schadow, nach Brand 1870 nur Brunnen erhalten |                        |
| 09075495 | Pfaueninsel (Lage)                                     | Pfaueninsel                                                                              | Steinpostamente des Palmenhauses, Eckpunkte der Grundfläche des 1830–1831 erbauten und 1880 abgebrannten Palmenhauses |                        |

## Baudenkmale
| Nr.       | Lage                                         | Offizielle Bezeichnung                                              | Beschreibung | Bild                     |
| --------- | -------------------------------------------- | ------------------------------------------------------------------- | --- | ------------------------ |
| 09075496  | Albrechts Teerofen 1 (Lage)                  | Lokomotivschuppen                                                   | 1905 von Ingenieurbüro Havestadt & Contag |                          |
| 09075497  | Albrechts Teerofen 8 ()                      | Wohnhaus mit Schwarzer Küche                                        | 1736 (?) |                          |
| 09097812  | Albrechts Teerofen 8A (Lage)                 | Holzhaus, Sommerhaus                                                | Errichtet 1911 in Köpenick von der Berliner Hausbaugesellschaft, 2016 transloziert nach Albrechts Teerofen                                                                                |                          |
| 09075498  | Alsenstraße 1 (Lage)                         | Kossätenhaus                                                        | rekonstruiert 2012 nach Bau um 1800 | Alsenstraße 1            |
| 09075499  | Alsenstraße 5 (Lage)                         | Wohnhaus                                                            | 1890 von Wilhelm Franke (siehe auch Gartendenkmal Alsenstraße 5) |                          |
| 09075499  | Alsenstraße 5 (Lage)                         | Wohnhaus                                                            | Remise |                          |
| 09075500  | Alsenstraße 12 (Lage)                        | Säuglingsheim                                                       | 1926–1927 von Bruno Ahrends |                          |
| 09075502  | Alsenstraße 34 (Lage)                        | Büdnerhaus                                                          | um 1800 |                          |
| 09075503  | Alsenstraße 35–36 (Lage)                     | Büdnerhaus (Doppelhaus)                                             | 1800 |                          |
| 09075504  | Am Birkenhügel 6 (Lage)                      | Wohnhaus                                                            | 1928 von Paul Zucker |                          |
| 09075505  | Am Birkenhügel 8 (Lage)                      | Wohnhaus                                                            | 1927 von Paul Lewy |                          |
| 09075506  | Am Großen Wannsee 4A (Lage)                  | Wohnhaus                                                            | 1932–1933 von Moritz Ernst Lesser |                          |
| 09075507  | Am Großen Wannsee 5 (Lage)                   | Wohnhaus                                                            | um 1874–1875 von Walter Kyllmann und Adolf Heyden |                          |
| 09075508  | Am Großen Wannsee 6 (Lage)                   | Wohnhaus                                                            | 1921–1925 von Bruno Ahrends |                          |
| 090653468 | Am Großen Wannsee 13 (Lage)                  | Wohnhaus                                                            | 1960 von Hans Schaefers |                          |
| 09075509  | Am Großen Wannsee 28/30 (Lage)               | Schwedenpavillon                                                    | ehem. Ausflugsgaststätte und Hotel, 1909–1910 von Witt und Bischoff |                          |
| 09050542  | Am Großen Wannsee 36 (Lage)                  | Haus Brasch                                                         | Wohnhaus, 1927–1928 von Hermann Muthesius | Haus Brasch              |
| 09050542  | Am Großen Wannsee 36 (Lage)                  | Haus Brasch                                                         | Einfriedung |                          |
| 09075510  | Am Großen Wannsee 39 (Lage)                  | Haus Springer                                                       | Wohnhaus, 1901 von Alfred Messel |                          |
| 09080161  | Am Großen Wannsee 40 (Lage)                  | Haus Hamspohn                                                       | Wohnhaus, 1906–1907 von Paul O. A. Baumgarten |                          |
| 09080161  | Am Großen Wannsee 40 (Lage)                  | Haus Hamspohn                                                       | Chauffeurshaus |                          |
| 09075511  | Am Großen Wannsee 42 Colomierstraße 3 (Lage) | Liebermann-Villa                                                    | Wohnhaus, 1909–1910 von Paul O. A. Baumgarten (siehe auch Gartendenkmal Am Großen Wannsee 42)                                                                                             |                          |
| 09075511  | Am Großen Wannsee 42 Colomierstraße 3 (Lage) | Liebermann-Villa                                                    | Pförtnerhaus |                          |
| 09075512  | Am Großen Wannsee 52/54 (Lage)               | Haus Herz                                                           | Wohnhaus, 1891–1892 von Wilhelm Martens (siehe auch Gartendenkmal Am Großen Wannsee 52/54)                                                                                                |                          |
| 09075512  | Am Großen Wannsee 52/54 (Lage)               | Haus Herz                                                           | Stall |                          |
| 09075513  | Am Großen Wannsee 64 (Lage)                  | Wohnhaus                                                            | 1923–1924 von Paul Mebes und Paul Emmerich |                          |
| 09075514  | Am Großen Wannsee 73A (Lage)                 | Wohnhaus                                                            | 1927–1929 von Kurt Butschkowski |                          |
| 09065345  | Am Kleinen Wannsee 25 Heidestraße 1 (Lage)   | Conrad-Villa 7                                                      | 1876 von Heinz Schild |                          |
| 09075515  | Am Kleinen Wannsee 30B (Lage)                | Haus Endell                                                         | 1939–1940 von Hans Scharoun |                          |
| 09075516  | Am Sandwerder 1 (Lage)                       | Haus Wild Bestandteil des Ensembles: Villengruppe Am Sandwerder     | 1875 von Ernst Petzholtz | Villa Wild               |
| 09075516  | Am Sandwerder 1 (Lage)                       | Haus Wild Bestandteil des Ensembles: Villengruppe Am Sandwerder     | Nebengebäude |                          |
| 09075517  | Am Sandwerder 5 (Lage)                       | Haus Guthmann Bestandteil des Ensembles: Villengruppe Am Sandwerder | Villa, 1884–1885 und 1898 von Heinrich Kayser und Karl von Großheim, heute Literarisches Colloquium Berlin (siehe auch Gartendenkmal Am Sandwerder 5)                                     | Am Sandwerder 5          |
| 09075517  | Am Sandwerder 5 (Lage)                       | Nebengebäude                                                        | |                          |
| 09075517  | Am Sandwerder 5 (Lage)                       | Terrasse mit Pavillon                                               | |                          |
| 09075518  | Am Sandwerder 37 (Lage)                      | Haus Mendel Bestandteil des Ensembles: Villengruppe Am Sandwerder   | Wohnhaus, 1892 von Albert Brandt |                          |
| 09075518  | Am Sandwerder 37 (Lage)                      | Haus Mendel Bestandteil des Ensembles: Villengruppe Am Sandwerder   | Innenraumgestaltung 1921 von Walter Gropius |                          |
| 09075519  | Am Sandwerder 39 (Lage)                      | Wohnhaus Bestandteil des Ensembles: Villengruppe Am Sandwerder      | 1928–1929 von Heinrich Schweitzer |                          |
| 09075520  | Am Sandwerder 46 (Lage)                      | Bedienstetenwohnhaus                                                | 1910–1911 von Hans Bernoulli (Gestaltung) und Louis Rinkel (Grundriss) |                          |
| 09075568  | An der Obstwiese 5 (Lage)                    | Gästehaus                                                           | 1929 von German Bestelmeyer |                          |
| 09065344  | Arnold-Knoblauch-Ring 51 (Lage)              | Haus Immenhausen                                                    | 1964 von Günter Hönow |                          |
| 09075521  | Bergstraße 6 (Lage)                          | Pförtnerhaus mit Holztor                                            | 1890 von Johannes Lange |                          |
| 09065342  | Bergstraße 16 (Lage)                         | Haus Auf der Höh                                                    | 1885–1886 von Johannes Lange, Umbau 1910 von Max Ravoth |                          |
| 09075522  | Bergstücker Straße 7 (Lage)                  | Wohnhaus                                                            | 1935–1936 von Rudolf Maté |                          |
| 09075523  | Bernhard-Beyer-Straße 3 (Lage)               | Wohnhaus                                                            | 1918–1919 von Bruno Buch |                          |
| 09075524  | Bernhard-Beyer-Straße 12 (Lage)              | Landhaus Bejach                                                     | Wohnhaus, 1927–1928 von Erich Mendelsohn (siehe auch Gartendenkmal Bernhard-Beyer-Straße 12)                                                                                              | Landhaus Bejach          |
| 09075525  | Bismarckstraße 2 (Lage)                      | Schüler-Ruder-Verband                                               | 1906–1907, 1911 und 1922 von Otto Stahn |                          |
| 09075526  | Bismarckstraße 5–5A (Lage)                   | Haus Lange                                                          | 1906 von Otto Stahn (siehe auch Gartendenkmal Bismarckstraße 5–5A) |                          |
| 09075527  | Bismarckstraße 28 (Lage)                     | Wohnhaus                                                            | 1924–1925 von Günther Paulus |                          |
| 09075528  | Bismarckstraße 30A (Lage)                    | Haus Schoenberg                                                     | Wohnhaus, 1922–1923 von Stiebitz und Köpchen; Umbau 1924–1926 von Max Partecke (siehe auch Gartendenkmal Bismarckstraße 30A)                                                              |                          |
| 09075528  | Bismarckstraße 30A (Lage)                    | Haus Schoenberg                                                     | Einfriedung |                          |
| 09075529  | Bismarckstraße 46 (Lage)                     | Wohnhaus                                                            | 1911–1912 von Paul Renner |                          |
| 09075530  | Bismarckstraße 48 (Lage)                     | Wohnhaus                                                            | 1907–1908 von Otto Stahn |                          |
| 09075531  | Bismarckstraße 63 (Lage)                     | Wohnhaus                                                            | 1926–1927 von Viktor Bunikowski |                          |
| 09075532  | Bismarckstraße 67 (Lage)                     | Wohnhaus                                                            | 1927 von Carl Herbener |                          |
| 09075533  | Bismarckstraße 69 (Lage)                     | Wohnhaus mit Atelier                                                | 1936–1937 von Werner Harting |                          |
| 09065341  | Chausseestraße 15A (Lage)                    | Scheune mit Zollinger-Lamellendach                                  | Wiederaufbau 1924, Bauausführung A. Liebenow |                          |
| 09075534  | Chausseestraße 29 (Lage)                     | zwei Kassenhäuschen                                                 | 1926 vom Hochbauamt des Bezirks Zehlendorf |                          |
| 09075535  | Conradstraße 1 (Lage)                        | Wohnhaus                                                            | 1871 von Hermann Ende und Wilhelm Böckmann |                          |
| 09075536  | Conradstraße 13 (Lage)                       | Wohnhaus                                                            | 1880 von Hermann Ende und Wilhelm Böckmann (siehe auch Gartendenkmal Conradstraße 13) |                          |
| 09075537  | Fintelmannstraße 20 (Lage)                   | Wohnhaus                                                            | 1935–1936 von Heinz Kipnich |                          |
| 09075538  | Glienicker Brücke (Lage)                     | Glienicker Brücke                                                   | 1905–1907 von AG für Eisen-Industrie und Brückenbau vorm. Johann Kaspar Harkort (Duisburg) und Eduard Fürstenau (Hochbauabteilung des preußischen Ministeriums der öffentlichen Arbeiten) |                          |
| 09075538  | Glienicker Brücke (Lage)                     | Glienicker Brücke                                                   | Steinbänke mit Skulpturen |                          |
| 09075540  | Glienicker Straße 17A (Lage)                 | Wirtschaftsgebäude                                                  | 1920–1921 von Paul Imberg |                          |
| 09065340  | Glienicker Straße 19A (Lage)                 | Wohnhaus                                                            | 1964–1965 von Günter Hönow |                          |
| 09065340  | Glienicker Straße 19A (Lage)                 | Wohnhaus                                                            | Garage |                          |
| 09075541  | Grüner Weg 29/31 (Lage)                      | Büdnerhaus                                                          | 2. Hälfte des 18. Jahrhunderts |                          |
| 09075541  | Grüner Weg 29/31 (Lage)                      | Büdnerhaus                                                          | Schuppen |                          |
| 09065339  | Hermannstraße 2 Straße zum Löwen 8 (Lage)    | Haus Kretzschmar                                                    | Wohnhaus, 1882–1883 von Rudolf Braun, 1898 Erweiterung von Otto Stahn, 1905 Anbau von Heinrich Kayser und Karl von Grozsheim (siehe auch Gartendenkmal Straße zum Löwen 8)                |                          |
| 09090188  | Herwarthstraße 1 (Lage)                      | Landhaus Eggebrecht                                                 | 1896 von Otto Stahn, Erweiterungen 1920er Jahre (siehe auch Gartendenkmal Garten Koch/Eggebrecht)                                                                                         |                          |
| 09090188  | Herwarthstraße 1 (Lage)                      | Landhaus Eggebrecht                                                 | Garage, 1921 |                          |
| 09075542  | Hohenzollernstraße 10 (Lage)                 | Wohnhaus                                                            | 1913–1914 von Carl Koeppen |                          |
| 09075544  | Hugo-Vogel-Straße 37 Braschstraße (Lage)     | Wohnhaus                                                            | 1897–1898 sowie Anbau 1901–1902 von Adalbert Metzing | Hugo-Vogel-Straße 37     |
| 09075544  | Hugo-Vogel-Straße 37 Braschstraße (Lage)     | Wohnhaus                                                            | Einfriedungsportal |                          |
| 09075549  | Johannes-Niemeyer-Weg 12A (Lage)             | Wohnhaus Bestandteil des Ensembles: Johannes-Niemeyer-Weg           | 1834–1835 |                          |
| 09075549  | Johannes-Niemeyer-Weg 12A (Lage)             | Wohnhaus Bestandteil des Ensembles: Johannes-Niemeyer-Weg           | Stall |                          |
| 09075590  | Königstraße 36C (Lage)                       | Loggia Alexandra                                                    | 1869–1870 von Alexander Gilli und Ernst Petzholtz (siehe auch Gartendenkmal Glienicker Parkanlagen)                                                                                       |                          |
| 09075551  | Königstraße 42 Chausseestraße 23 (Lage)      | Rathaus Wannsee                                                     | 1899–1901 von Otto Stahn und Adalbert Metzing |                          |
| 09075552  | Königstraße 43 (Lage)                        | römisch-katholische Kirche St. Michael                              | 1926–1927 von Wilhelm Fahlbusch |                          |
| 09075553  | Königstraße 63 (Lage)                        | Teepavillon                                                         | 1909 |                          |
| 09075554  | Kremnitzufer 51 (Lage)                       | Landgut Eule                                                        | Wohnhaus, um 1800 |                          |
| 09075556  | Kronprinzessinnenweg 260 (Lage)              | Gasthaus (Loretta am Wannsee)                                       | 1933–1934 von der Bauabteilung der Reichsbahndirektion Berlin |                          |
| 09075557  | Kyllmannstraße 4 (Lage)                      | Wohnhaus                                                            | 1927 von Bruno Ahrends |                          |
| 09075558  | Lindenstraße 2 (Lage)                        | Kirche St. Andreas                                                  | 1895–1896 von Otto Stahn (siehe auch Gartendenkmal Lindenstraße 2–2A) |                          |
| 09075558  | Lindenstraße 2 (Lage)                        | Kirche St. Andreas                                                  | Östliche Halle, 1888 von Johannes Otzen |                          |
| 09075559  | Lindenstraße 3 (Lage)                        | Gärtnerhaus                                                         | 1875 von Rudolf Braun |                          |
| 09075560  | Malergarten 18 (Lage)                        | Lehm-Pisé-Scheune                                                   | um 1835 |                          |
| 09075548  | Moorlakeweg 6 (Lage)                         | Forsthaus Moorlake                                                  | 1841 von Ludwig Persius |                          |
| 09065338  | Neue Kreisstraße 9–9a (Lage)                 | Doppelwohnhaus                                                      | 1964–1967 von Heinz Nather |                          |
| 09075545  | Nikolskoer Weg 14/16 (Lage)                  | Königliche Freischule                                               | 1837 von Albert Dietrich Schadow nach Entwurf von Friedrich August Stüler (siehe auch Gartendenkmal Nikolskoer Weg 14/16, 18)                                                             |                          |
| 09075546  | Nikolskoer Weg 15 (Lage)                     | Blockhaus Nikolskoe                                                 | 1819 vom Garde-Pionier-Bataillon (Adolf Snethlage) nach einer Zeichnung von Carlo Rossi (D) (Wiederaufbau 1984–1985)                                                                      |                          |
| 09075547  | Nikolskoer Weg 17 (Lage)                     | Kirche St. Peter und Paul                                           | 1834–1837 von Albert Dietrich Schadow unter Einflussnahme durch Kronprinz Friedrich Wilhelm und nach Entwurf von Friedrich August Stüler                                                  |                          |
| 09075561  | Otto-Erich-Straße 9 (Lage)                   | Wohnhaus                                                            | 1906–1907 von Erich Blunck |                          |
| 09065335  | Otto-Erich-Straße 20 (Lage)                  | Haus Hönow                                                          | 1967 von Günter Hönow |                          |
| 09097770  | Pfaueninselchaussee 100 (Lage)               | Marstall                                                            | um 1834 von Albert Dietrich Schadow (Wiederaufbau) |                          |
| 09075501  | Philipp-Franck-Weg 41 (Lage)                 | Wohnhaus                                                            | 1888–1889 von Fritz Eckhardt |                          |
| 09075562  | Scabellstraße 4 (Lage)                       | Wohnhaus                                                            | 1913 von Paul Hirsch |                          |
| 09075555  | Scabellstraße 7 (Lage)                       | Wohnhaus                                                            | 1907–1908 von Friedrich Metzing |                          |
| 09075563  | Scabellstraße 12 (Lage)                      | Wohnhaus                                                            | 1909–1910 von Johann Emil Schaudt |                          |
| 09075564  | Scabellstraße 13 (Lage)                      | Haus Brandt                                                         | Wohnhaus, 1913–1914 von Liepe und Gerres (siehe auch Gartendenkmal Scabellstraße 13) |                          |
| 09075565  | Schäferstraße 22 (Lage)                      | Gartenhaus                                                          | 1928 von Alfred Pritzlaff |                          |
| 09075566  | Schuchardtweg 5 (Lage)                       | Gemeinde- und Pfarrhaus                                             | 1926–1927 von Bruno Ahrends |                          |
| 09075567  | Straße zum Löwen 3 (Lage)                    | Wohnhaus                                                            | um 1875 von Ernst Petzholtz |                          |
| 09065331  | Straße zum Löwen 10B (Lage)                  | Haus Klinski                                                        | 1964–1965 von Werner Klinski |                          |
| 09075569  | Teltower Straße 1 (Lage)                     | Wohnhaus                                                            | 1921–1922 von Carl Cramer |                          |
| 09075571  | Wilhelmplatz 1 (Lage)                        | Schulhaus Bestandteil des Ensembles: Dorfkern Stolpe                | 1845 | Schulhaus Wilhelmplatz 1 |
| 09075571  | Wilhelmplatz 1 (Lage)                        | Schulhaus Bestandteil des Ensembles: Dorfkern Stolpe                | Stall, 1850 | Stall Wilhelmplatz 1     |
| 09075570  | Wilhelmplatz 2 (Lage)                        | Dorfkirche Stolpe Bestandteil des Ensembles: Dorfkern Stolpe        | 1858–1859 nach Ideen von König Friedrich Wilhelm IV. von Friedrich August Stüler |                          |
| 09075539  | Wilhelmplatz 3 (Lage)                        | Wohnhaus Bestandteil des Ensembles: Dorfkern Stolpe                 | 1903 von Robert Perlewitz |                          |
| 09075572  | Zum Heckeshorn 38 (Lage)                     | Haus Oppenheim                                                      | 1907–1908 von Alfred Messel | Südostfassade            |

## Gartendenkmale
| Nr.      | Lage                                                  | Offizielle Bezeichnung                                                             | Beschreibung | Bild            |
| -------- | ----------------------------------------------------- | ---------------------------------------------------------------------------------- | --- | --------------- |
| 09045902 | Alsenstraße 5 (Lage)                                  | Vorgarten                                                                          | 1890 von Wilhelm Franke (siehe auch Baudenkmal Alsenstraße 5) |                 |
| 09046007 | Am Großen Wannsee (Lage)                              | Aussichtsterrasse                                                                  | 1900 |                 |
| 09046007 | Am Großen Wannsee (Lage)                              | Aussichtsterrasse                                                                  | Flensburger Löwe, 1872 (Kopie des Originals von Herman Villem Bissen, 1862) |                 |
| 09045905 | Am Großen Wannsee 42 Colomierstraße 3 (Lage)          | Garten Liebermann                                                                  | 1910 von Max Liebermann, Albert Brodersen, Alfred Lichtwark (siehe auch Baudenkmal Am Großen Wannsee 42) |                 |
| 09045906 | Am Großen Wannsee 52/54 (Lage)                        | Garten Herz                                                                        | 1892–1904 von Ernst Klaeber (?) (siehe auch Baudenkmal Am Großen Wannsee 52/54) |                 |
| 09045907 | Am Großen Wannsee 56/58 (Lage)                        | Garten Marlier                                                                     | 1914–1915 (siehe auch Gesamtanlage Am Großen Wannsee 56/58) |                 |
| 09045908 | Am Kleinen Wannsee 5 A–D (Lage)                       | Garten von Siemens                                                                 | ab 1886 von Paul Hentschel und Paul Krone (siehe auch Gesamtanlage Am Kleinen Wannsee 5 A–D) |                 |
| 09020850 | Am Kleinen Wannsee 7 (Lage)                           | Garten Esmarch                                                                     | Garten 1887, 1939 Umgestaltung von Herta Hammerbacher |                 |
| 09020850 | Am Kleinen Wannsee 7 (Lage)                           | Garten Esmarch                                                                     | Skulpturale Ausstattung und Pflanzschale um 1900 |                 |
| 09020850 | Am Kleinen Wannsee 7 (Lage)                           | Garten Esmarch                                                                     | Wirtschaftsgebäude 1912–1913 von Max Grünfeld |                 |
| 09020850 | Am Kleinen Wannsee 7 (Lage)                           | Garten Esmarch                                                                     | Einfriedung |                 |
| 09020850 | Am Kleinen Wannsee 7 (Lage)                           | Garten Esmarch                                                                     | Ufermauer und Bootshaus 1912–1913 von Max Grünfeld |                 |
| 09046014 | Am Kleinen Wannsee 8 (Lage)                           | Garten Braun                                                                       | 1874 von Ernst Klaeber (?) |                 |
| 09045909 | Am Kleinen Wannsee 16 (Lage)                          | Garten Baudoin                                                                     | 1905 |                 |
| 09045910 | Am Kleinen Wannsee 17–18 (Lage)                       | Garten Ulrich                                                                      | 1917 von Emil Wilms (?) |                 |
| 09045911 | Am Kleinen Wannsee 19 (Lage)                          | Garten von Diest                                                                   | 1907, Wiederherstellung 1993 |                 |
| 09045912 | Am Sandwerder 5 (Lage)                                | Garten Guthmann Bestandteil des Ensembles: Villengruppe Am Sandwerder              | ab 1885 von Robert Guthmann (siehe auch Baudenkmal Am Sandwerder 5) |                 |
| 09045913 | Am Sandwerder 9 (Lage)                                | Garten Otzen Bestandteil des Ensembles: Villengruppe Am Sandwerder                 | 1882 (siehe auch Gesamtanlage Am Sandwerder 9) |                 |
| 09045914 | Am Sandwerder 21/23 (Lage)                            | Garten Schwabacher Bestandteil des Ensembles: Villengruppe Am Sandwerder           | 1906–1907 (siehe auch Gesamtanlage Am Sandwerder 21/23) |                 |
| 09045915 | Am Sandwerder 27 (Lage)                               | Garten Bauer Bestandteil des Ensembles: Villengruppe Am Sandwerder                 | 1934 (siehe auch Gesamtanlage Am Sandwerder 27) |                 |
| 09045916 | Am Sandwerder 29/31 (Lage)                            | Garten Schreiber/Reichenheim Bestandteil des Ensembles: Villengruppe Am Sandwerder | 1924 von Albert Brodersen und Firma Körner & Brodersen |                 |
| 09045917 | Am Sandwerder 33 (Lage)                               | Garten Huldschinsky Bestandteil des Ensembles: Villengruppe Am Sandwerder          | 1891 (siehe auch Gesamtanlage Am Sandwerder 33/35) |                 |
| 09045918 | Am Sandwerder 41 (Lage)                               | Garten Spenner Bestandteil des Ensembles: Villengruppe Am Sandwerder               | 1923 von der Firma Ludwig Späth, 1926 von Ernst Lessing und Edmund Bremer (?) (siehe auch Gesamtanlage Am Sandwerder 41) |                 |
| 09045934 | Bernhard-Beyer-Straße 12 (Lage)                       | Garten Bejach                                                                      | 1927–1928 von Erich Mendelsohn (siehe auch Baudenkmal Bernhard-Beyer-Straße 12) |                 |
| 09085208 | Bismarckstraße zwischen Nr. 2 und 4 (Lage)            | Gedenkstein an Heinrich von Kleist mit Gittereinfriedung                           | 1936 |                 |
| 09045926 | Bismarckstraße 5–5A (Lage)                            | Garten Lange                                                                       | 1906 von Willy Lange (siehe auch Baudenkmal Bismarckstraße 5–5a) |                 |
| 09045927 | Bismarckstraße 30A (Lage)                             | Garten Schoenberg                                                                  | 1922–1923 von der Firma Ludwig Späth (siehe Baudenkmal Bismarckstraße 30A) |                 |
| 09045930 | Colomierstraße 2 (Lage)                               | Garten Langenscheidt                                                               | 1901 (siehe auch Gesamtanlage Colomierstraße 1/2) |                 |
| 09045931 | Conradstraße 13 (Lage)                                | Garten Becker                                                                      | 1880 von Ende & Böckmann (?) (siehe auch Baudenkmal Conradstraße 13) | Conradstraße 13 |
| 09045944 | Hermannstraße 2 (Lage)                                | Garten Kretzschmar                                                                 | 1882 |                 |
| 09045945 | Herwarthstraße 1 (Lage)                               | Garten Koch/Eggebrecht                                                             | 1896 von Ernst Klaeber, Umgestaltung 1911 von Willy Lange (siehe auch Baudenkmal Landhaus Eggebrecht) |                 |
| 09046368 | Königstraße 35B-36C Nikolskoer Weg 3 (Lage)           | Glienicker Parkanlagen                                                             | Öffentliche Parkanlagen mit Schlosspark Glienicke (siehe auch Gesamtanlagen Schloss Glienicke, Jagdschloss Glienicke und Baudenkmal Loggia Alexandra)                                                                                                  |                 |
| 09046368 | Königstraße 35B-36C Nikolskoer Weg 3 (Lage)           | Glienicker Parkanlagen                                                             | Pleasureground, 1816 von Peter Joseph Lenné; Erweiterungen 1824–1845 von Peter Joseph Lenné, seit 1845 von Prinz Carl; Veränderungen 1939; Wiederherstellung seit 1979                                                                                 |                 |
| 09046368 | Königstraße 35B-36C Nikolskoer Weg 3 (Lage)           | Glienicker Parkanlagen                                                             | Jagdschlosspark, 1859–1862 von Peter Joseph Lenné und Prinz Carl, Veränderungen 1939; Wiederherstellung seit 1985 |                 |
| 09046368 | Königstraße 35B-36C Nikolskoer Weg 3 (Lage)           | Glienicker Parkanlagen                                                             | Böttcherberg, seit 1804, seit den 1830er Jahren von Peter Joseph Lenné und Prinz Carl, Wiederherstellung seit 1979 |                 |
| 09045971 | Lindenstraße 1, 2–2A (Lage)                           | Städtischer Friedhof Wannsee                                                       | Kirchplatz und Kirchhof der Kirche St. Andreas, 1887–1888 von Johannes Otzen, 1895–1896 von Otto Stahn |                 |
| 09045971 | Lindenstraße 1, 2–2A (Lage)                           | Städtischer Friedhof Wannsee                                                       | Friedhofsportal, 1888 von Johannes Otzen |                 |
| 09045971 | Lindenstraße 1, 2–2A (Lage)                           | Städtischer Friedhof Wannsee                                                       | Einfriedungsmauern |                 |
| 09045971 | Lindenstraße 1, 2–2A (Lage)                           | Städtischer Friedhof Wannsee                                                       | Mausoleen und Grabstätten |                 |
| 09045971 | Lindenstraße 1, 2–2A (Lage)                           | Städtischer Friedhof Wannsee                                                       | Friedhofserweiterung, 1917–1918 von Otto Stahn, ohne Erweiterungsfläche von 1979 |                 |
| 09046013 | Nikolskoer Weg Moorlakeweg Pfaueninselchaussee (Lage) | Waldpark Nikolskoe                                                                 | seit 1816 Gestaltung von Joachim Anton Ferdinand, Ferdinand Fintelmann und Peter Joseph Lenné (?), 1834–1848 von Peter Joseph Lenné, seit 1900 Veränderungen (siehe auch Baudenkmale Moorlakeweg 6, Nikolskoer Weg 15, 17 und Pfaueninselchaussee 100) |                 |
| 09046013 | Nikolskoer Weg Moorlakeweg Pfaueninselchaussee (Lage) | Waldpark Nikolskoe                                                                 | Anlagen an der Kirche St. Peter und Paul, ab 1836–1837 von Peter Joseph Lenné |                 |
| 09046012 | Nikolskoer Weg 14/16, 18 (Lage)                       | Schulhausgarten                                                                    | ab 1836 von Peter Joseph Lenné (siehe auch Baudenkmal Nikolskoer Weg 14/16) |                 |
| 09046012 | Nikolskoer Weg 14/16, 18 (Lage)                       | Schulhausgarten                                                                    | Kirchhof, ab 1837 von Peter Joseph Lenné |                 |
| 09045989 | Pfaueninsel (Lage)                                    | Schlosspark Pfaueninsel                                                            | ab 1794 von Johann Friedrich Morsch und Johann August Eyserbeck (?), Neugestaltung ab 1804 von Joachim Anton Ferdinand Fintelmann und 1818–1834 von Peter Joseph Lenné und Joachim Anton Ferdinand Fintelmann, Wiederherstellung seit 1980             |                 |
| 09045998 | Scabellstraße 13 (Lage)                               | Garten Brandt                                                                      | 1914 (siehe auch Baudenkmal Scabellstraße 13) |                 |